# Erich Cviertna
Erich Cviertna (16. března 1951, Nový Jičín – 5. října 2013, Ostrava) byl český fotbalista a fotbalový trenér.

## Fotbalová kariéra
Hrál v nižších soutěžích za Aritmu Praha, Tatru Kopřivnice a TJ Nový Jičín.

## Trenérská kariéra
Trénoval mj. VP Frýdek-Místek, SK Sigma Olomouc, FC Vítkovice, FC Baník Ostrava, FC Hlučín a Fotbal Třinec.